# François-Paul Brueys d'Aigalliers
Viceadmiral François-Paul d’Aigalliers, grof Brueysa, francoski admiral in plemič, * 12. februar 1753, Uzès (Languedoc) † 1. avgust 1798, Abukir.
D'Aigalliers je bil francoski poveljnik v bitki na Nilu, ko je Kraljeva vojna mornarica premagala Francosko revolucionarno vojno mornarico in tako dosegla prevlado v Napoleonovih vojnah.